# Les Dernières Nouvelles d'Alsace
Les Dernières Nouvelles d'Alsace comunemente noto come DNA, è un quotidiano regionale francese che copre la regione dell'Alsazia.

## Storia e profilo

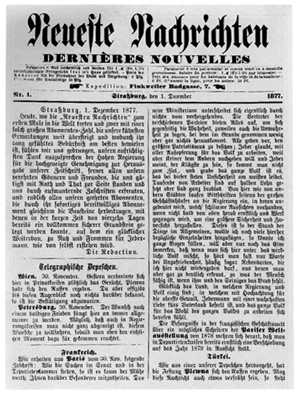
Prima pagina del primo numero del Neueste Nachrichten del 1º dicembre 1877.

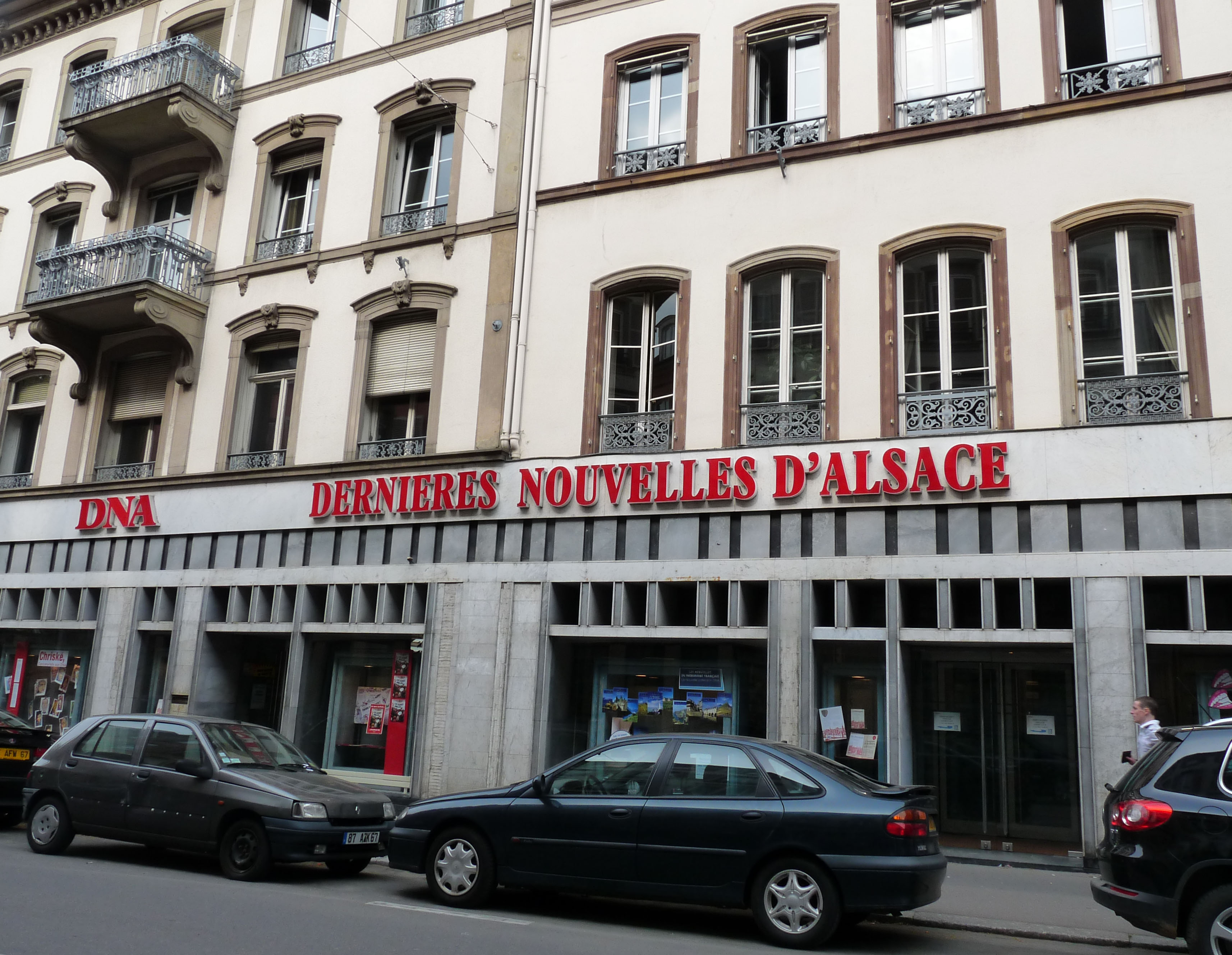
Sede del quotidiano a Strasburgo.

DNA è stato fondato nel novembre 1877 come Neueste Nachrichten dall'imprenditore tedesco Heinrich Ludwig Kayser. Dal 1877 al 1891 Neueste Nachrichten ebbe sede in 7 rue du Bain-Finkwiller. Concepito originariamente come un settimanale gratuito in lingua tedesca, divenne un quotidiano a pagamento a partire dal 1878. Il giornale veniva stampato in rilievo (tipografia) fino all'installazione della prima rotativa nel 1911.
Dal 1891 la sede della DNA si trova in rue de la Nuée-Bleue a Strasburgo. Un gallo, che celebra la vittoria francese nella prima guerra mondiale, canta tre volte a mezzogiorno sulla facciata. Fu smontato nel 1939, con l'inizio dell'occupazione nazista, e reinstallato nel 1944.
Nel 1921 uscì la prima edizione francese a Strasburgo con la testata 'Les Dernières nouvelles de Strasbourg. Allo stesso tempo e la fondazione del giornale nella regione dell'Alto Reno, a Colmar (Les Dernières nouvelles de Colmar). Dal 1928 al 1939 fu pubblicata un'edizione extraregionale chiamata Les Dernières nouvelles d'Alsace et de Lorraine.
Nel settembre 1939, dopo lo scoppio della seconda guerra mondiale, la popolazione civile strasburghese venne evacuata dalla città per paura dei bombardamenti tedeschi. Come conseguenza Le Dernières nouvelles de Strasbourg venne pubblicate a Bordeaux a partire da ottobre. Il 22 giugno 1940 il giornale fu ribattezzato Journal des réfugiés de la région du Sud-Ouest e fu pubblicato fino al 6 agosto. Nel frattempo, in Alsazia, le macchine di rue de la Nuée Bleue furono requisite dai nazisti per pubblicare un quotidiano di propaganda.
Il giornale riprese le pubblicazioni nel gennaio 1945, dopo la liberazione di Strasburgo da parte degli Alleati. Nel 1952, una nuova legge impose alla stampa di astenersi dalle pubblicazioni per un giorno alla settimana. Ciò offrì l'opportunità di creare una nuova testata dal taglio "sportivo": Dernières Nouvelles du Lundi. Nel 1962 la DNA iniziò a aprire una serie di redazioni nel sud dell'Alsazia (Mulhouse, Saint-Louis, Thann e Altkirch). Nel 1977 il giornale è stato stampato per la prima volta in offset, utilizzando un processo di inchiostro chimico/acqua. La composizione in piombo è stata completamente eliminata nel 1989.
Durante la guerra fredda uno dei modi in cui i berlinesi dell'Est ricevevano le notizie senza censura era quello di recarsi al centro culturale francese, che offriva l'accesso in loco alla stampa francese, e chiedere la versione in lingua tedesca del DNA.
Fa parte del gruppo EBRA, precedentemente France o East Media Group Est Républicain. L'edizione quotidiana bilingue di DNA è stata soppressa all'inizio del 2012.
Nel gennaio 2012 DNA è entrato a far parte della fondo stampa della banca francese Crédit Mutuel, che comprende i principali quotidiani regionali della Francia orientale: DNA, L'Alsace, L'Est républicain, Vosges Matin, Le Bien Public, Le Journal de Saône-et-Loire, Le Journal de la Haute-Marne, Le Dauphiné libéré, Le Progrès e Le Républicain Lorrain.
DNA impiega circa 850 dipendenti e 200 giornalisti nell'Alto Reno e nel Basso Reno. Nel 1995 è diventato il primo quotidiano francese a disporre di un sito internet.
La sua diffusione giornaliera nel dicembre 2009 è stata di 180 000 copie, l'85% degli abbonamenti, diventando così il primo quotidiano in Alsazia. Comprende 18 edizioni locali che è un record per una zona di diffusione ristretta. Il giornale è stato pubblicato fino a marzo 2012 anche in tedesco standard, sebbene il dialetto alsaziano non sia una lingua scritta per il tedesco alsaziano (circa il 10% di stampe). La sua tiratura giornaliera nel 2020 è stata di 127 957 copie.